# Brodzany
Brodzany  (bis 1948 slowakisch Broďany, ungarisch Brogyán) ist eine Gemeinde in der West-Mitte der Slowakei mit 890 Einwohnern (Stand 31. Dezember 2024), die zum Okres Partizánske, einem Teil des Trenčiansky kraj gehört.

## Geographie
Die Gemeinde befindet sich im nördlichen Donauhügelland unterhalb des Gebirges Tribeč, an der linksufrigen Seite der Nitra. Das Ortszentrum liegt auf einer Höhe von 192 m n.m. und ist drei Kilometer von Partizánske sowie 17 Kilometer von Topoľčany entfernt.

## Geschichte
Auf dem heutigen Gemeindegebiet befand sich seit dem Neolithikum eine Siedlung, und eine dort untersuchte urzeitliche Kultur erhielt den Namen Brodzany-Nitra.
Der Ort wurde zum ersten Mal 1293 als Brogen schriftlich erwähnt und leitet seinen Namen vom slawischen Wort brod (= Furt) ab.
Von 1976 bis 1992 war Brodzany ein Stadtteil von Partizánske.

## Bevölkerung
| Jahr                | 1994 | 2004    | 2014    | 2024    |
| ------------------- | ---- | ------- | ------- | ------- |
| Anzahl der Personen | 788  | 815     | 813     | 890     |
| Unterschied         |      | +3,42 % | −0,24 % | +9,47 % |

| Jahr                | 2023 | 2024    |
| ------------------- | ---- | ------- |
| Anzahl der Personen | 889  | 890     |
| Unterschied         |      | +0,11 % |

Ergebnisse der Volkszählung 2001 (797 Einwohner):
| Nach Ethnie: - 98,62 % Slowaken - 0,50 % Tschechen - 0,13 % Magyaren | Nach Konfession: - 94,86 % römisch-katholisch - 3,39 % konfessionslos - 1,25 % keine Angabe |

## Sehenswürdigkeiten

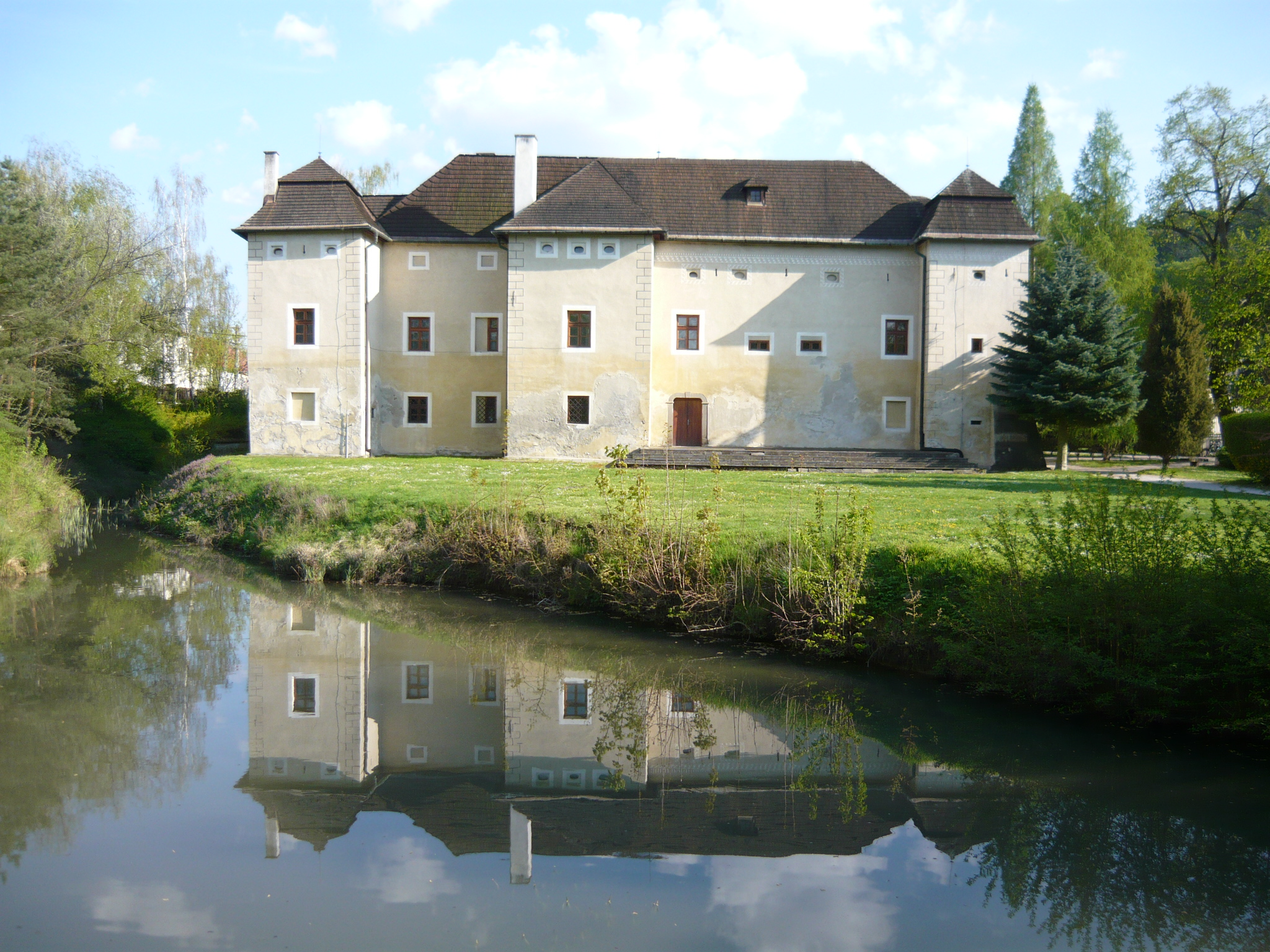
Schloss in Brodzany

- römisch-katholische Kirche aus dem 17. Jahrhundert
- Schloss Brodzany, 1669 erbaut, heute Standort des dem russischen Dichter Alexander Puschkin gewidmeten Museums
- französischer Park neben dem Schloss
- Ruinen eines Lustschlosses, Babylon genannt